# Halterofilismo nos Jogos Olímpicos de Verão de 2020 - Até 73 kg masculino
A categoria até 73 kg masculino do halterofilismo nos Jogos Olímpicos de Verão de 2020 foi disputada em 28 de julho de 2021 no Fórum Internacional de Tóquio, na capital japonesa. Um total de 14 halterofilistas, cada um representando um Comitê Olímpico Nacional (CON), participaram do evento.

## Qualificação
Em cada categoria, até 14 halterofilistas poderiam se qualificar, com as vagas sendo alocadas da seguinte forma:
- Oito pelo ranking mundial da IWF;
- Cinco representantes de cada continente seguindo o ranking mundial, sendo limitado a CONs ainda sem halterofilistas qualificados;
- Vagas para o país anfitrião ou para a Comissão Tripartite.

## Calendário
Horário local (UTC+9)
| Data        | Hora  | Fase    |
| ----------- | ----- | ------- |
| 28 de julho | 13:50 | Grupo B |
| 28 de julho | 19:50 | Grupo A |

## Medalhistas
| Ouro   | CHN Shi Zhiyong           |
| Prata  | VEN Julio Mayora          |
| Bronze | INA Rahmat Erwin Abdullah |

## Recordes
Antes desta competição, os seguintes recordes eram estabelecidos:
| Recorde          | Tipo      | Halterofilista  | Peso   | Local    | Data                      |
| Recorde mundial  | Arranque  | Shi Zhiyong     | 169 kg | Tashkent | 20 de abril de 2021       |
| Recorde mundial  | Arremesso | Shi Zhiyong     | 198 kg | Tianjin  | 10 de dezembro de de 2019 |
| Recorde mundial  | Total     | Shi Zhiyong     | 363 kg | Pattaya  | 21 de setembro de 2019    |
|                  |           |                 |        |          |                           |
| Recorde olímpico | Arranque  | Padrão olímpico | 158 kg | —        | 1 de novembro de 2018     |
| Recorde olímpico | Arremesso | Padrão olímpico | 190 kg | —        | 1 de novembro de 2018     |
| Recorde olímpico | Total     | Padrão olímpico | 345 kg | —        | 1 de novembro de 2018     |

Após a competição, os seguintes recordes foram estabelecidos:
| Recorde          | Tipo      | Halterofilista  | Peso   | Local  | Data                |
| Recorde mundial  | Total     | CHN Shi Zhiyong | 364 kg | Tóquio | 28 de julho de 2021 |
|                  |           |                 |        |        |                     |
| Recorde olímpico | Arranque  | CHN Shi Zhiyong | 166 kg | Tóquio | 28 de julho de 2021 |
| Recorde olímpico | Arremesso | CHN Shi Zhiyong | 198 kg | Tóquio | 28 de julho de 2021 |
| Recorde olímpico | Total     | CHN Shi Zhiyong | 364 kg | Tóquio | 28 de julho de 2021 |

## Resultados
| Pos.              | Halterofilista        | CON                | Grupo | Peso  | Arranque (kg) | Arranque (kg) | Arranque (kg) | Arranque (kg) | Arremesso (kg) | Arremesso (kg) | Arremesso (kg) | Arremesso (kg) | Total |
| Pos.              | Halterofilista        | CON                | Grupo | Peso  | 1             | 2             | 3             | Result.       | 1              | 2              | 3              | Result.        | Total |
| ----------------- | --------------------- | ------------------ | ----- | ----- | ------------- | ------------- | ------------- | ------------- | -------------- | -------------- | -------------- | -------------- | ----- |
| Medalha de ouro   | Shi Zhiyong           | CHN China          | A     | 72.85 | 158           | 163           | 166           | 166           | 188            | 192            | 198            | 198            | 364 , |
| Medalha de prata  | Julio Mayora          | VEN Venezuela      | A     | 72.60 | 150           | 154           | 156           | 156           | 186            | 190            | 199            | 190            | 346   |
| Medalha de bronze | Rahmat Erwin Abdullah | INA Indonésia      | B     | 72.41 | 142           | 147           | 152           | 152           | 180            | 190            | 190            | 190            | 342   |
| 4                 | Briken Calja          | ALB Albânia        | A     | 72.85 | 151           | 151           | 155           | 151           | 184            | 188            | 190            | 190            | 341   |
| 5                 | Bozhidar Andreev      | BUL Bulgária       | A     | 72.75 | 150           | 154           | 154           | 154           | 184            | 189            | 190            | 184            | 338   |
| 6                 | Karem Ben Hnia        | TUN Tunísia        | A     | 72.80 | 148           | 151           | 153           | 153           | 185            | 190            | 190            | 185            | 338   |
| 7                 | Masanori Miyamoto     | JPN Japão          | A     | 72.80 | 143           | 147           | 151           | 147           | 183            | 188            | 196            | 188            | 335   |
| 8                 | Marin Robu            | MDA Moldávia       | A     | 72.95 | 150           | 155           | 159           | 155           | 175            | 182            | 182            | 175            | 330   |
| 9                 | Clarence Cummings     | USA Estados Unidos | A     | 72.90 | 145           | 145           | 150           | 145           | 180            | 190            | 198            | 180            | 325   |
| 10                | David Sánchez         | ESP Espanha        | A     | 72.90 | 142           | 146           | 150           | 146           | 177            | 177            | 180            | 177            | 323   |
| 11                | Jorge Cárdenas        | MEX México         | B     | 72.65 | 140           | 140           | 145           | 145           | 170            | 175            | 175            | 175            | 320   |
| 12                | Mahmoud Al-Humayd     | KSA Arábia Saudita | B     | 72.50 | 135           | 141           | 145           | 141           | 165            | 175            | 175            | 165            | 306   |
| 13                | Brandon Wakeling      | AUS Austrália      | B     | 72.40 | 115           | 120           | 125           | 125           | 158            | 162            | 166            | 166            | 291   |
| 14                | Abderrahim Moum       | MAR Marrocos       | B     | 71.95 | 120           | 127           | 127           | 127           | 142            | 142            | 151            | 151            | 278   |

Legenda
| Recorde mundial      | Recorde mundial (World record)               |                       | Recorde africano                      | Recorde africano (African) |                                           | Q | Classificado por posição (Qualified) |
| Recorde olímpico     | Recorde olímpico (Olympic record)            | Recorde da América    | Recorde da América (Americas)         | q                          | Classificado por melhor tempo (Qualified) |   |                                      |
| Melhor marca do ano  | Melhor marca do ano (World leading)          | Recorde asiático      | Recorde asiático (Asian)              | DNS                        | Não largou (Did not start)                |   |                                      |
| Recorde nacional     | Recorde nacional (National record)           | Recorde europeu       | Recorde europeu (European)            | DNF                        | Não terminou (Did not finish)             |   |                                      |
| Recorde pessoal      | Recorde pessoal do atleta (Personal best)    | Recorde da Oceania    | Recorde da Oceania (Oceania)          | DSQ / DQ                   | Desclassificado (Disqualified)            |   |                                      |
| Recorde da temporada | Recorde da temporada do atleta (Season best) | Recorde sul-americano | Recorde sul-americano (South America) | NM                         | Sem marca (No mark)                       |   |                                      |